# IC 435
IC 435 је рефлексиона маглина у сазвјежђу Орион која се налази на листи објеката дубоког неба у Индекс каталогу.
Деклинација објекта је - 2° 18' 46" а ректасцензија 5h 43m 0,0s. IC 435 је још познат и под ознакама CED 55Q.